# Raorchestes kakachi
Espèce
Raorchestes kakachi est une espèce d'amphibiens de la famille des Rhacophoridae.

## Répartition
Cette espèce est endémique du Tamil Nadu en Inde. Sa présence est incertaine au Kerala.

## Publication originale
- Seshadri, Gururaja & Aravind, 2012 : A new species of Raorchestes (Amphibia: Anura: Rhacophoridae) from mid-elevation evergreen forests of the southern Western Ghats, India. Zootaxa, no 3410, p. 19-34.